# رابرت کودنر
رابرت کودنر (انگلیسی: Robert Codner؛ زادهٔ ۲۳ ژانویهٔ ۱۹۶۵) بازیکن فوتبال اهل بریتانیا است.
از باشگاه‌هایی که در آن بازی کرده‌است می‌توان به باشگاه فوتبال آیلزبری یونایتد، باشگاه فوتبال دوور اتلتیک، باشگاه فوتبال پیتربورو یونایتد، باشگاه فوتبال چشام یونایتد، باشگاه فوتبال بانستید اتلتیک، باشگاه فوتبال کاردیف سیتی، باشگاه فوتبال تاتنهام هاتسپر، باشگاه فوتبال ساوتند یونایتد، باشگاه فوتبال ردینگ، باشگاه فوتبال استیونج، باشگاه فوتبال چرتسی تاون، باشگاه فوتبال کترینگ تاون، باشگاه فوتبال بارنت، باشگاه فوتبال فارن‌بورو، باشگاه فوتبال برایتون اند هوو آلبیون، و باشگاه فوتبال لستر سیتی اشاره کرد.
وی همچنین در تیم ملی فوتبال England semi-professional بازی کرده‌است.